# Jean-Baptiste Jadin
Jean-Baptiste Jadin, född den 9 september 1744 i Namur, död omkring 1790 i Paris, var en belgisk violinist och tonsättare, verksam i Frankrike. Han var far till Louis Emmanuel, Georges och Hyacinthe Jadin, 
Jean-Baptiste Jadin var i sin ungdom liksom sina bröder François och Georges anställd som musiker vid katedralen i Namur och samtidigt liksom dessa medlem av den biskopliga kammarmusikensemblen. Omkring 1763 var han en kort tid medlem av hovkapellet hos ståthållaren i Österrikiska Nederländerna, prins Karl Alexander av Lothringen. Jadin var från omkring 1765 verksam vid hovkapellet i Versailles. Vid sidan av detta var han piano- och fiollärare.

## Verklista (i urval)
- 6 stråkkvartetter, opus 1 (1777)
- 6 symfonier, opus 4 (1778)
- 6 trior för två violiner och violoncell, opus 5 (1778)